# Cirex
Cirex B.V. is een bedrijf te Almelo dat is gespecialiseerd in metaalgieten volgens de verlorenwasmethode. De naam komt van het Franse woord cire, dat was betekent.

## Geschiedenis
De oorsprong van het bedrijf is in 1947, toen het Philips Natuurkundig Laboratorium een afdeling oprichtte die experimenteerde met de verlorenwasmethode, waarmee precisie-gietwerk kon worden uitgevoerd. Dit was nodig omdat Philips steeds meer geavanceerde producten ging maken, waar uiteenlopende metalen onderdelen in nodig waren die moeilijk verspaanbaar waren. De verlorenwasmethode maakte het mogelijk om, zonder te verspanen, zeer nauwkeurig gietwerk te verkrijgen.
In 1952 werd het proces door de Philips Machinefabrieken overgenomen en in 1957 werd Cirex samengevoegd met de Twentsche IJzergieterij te Borne.
In 1962 werd een nieuwe fabriek te Almelo gebouwd die gelegen was naast de daar reeds aanwezige vestiging van de Philips Machinefabrieken. Een joint venture werd aangegaan met Stork-Werkspoor (VMF), dat een deel van zijn eigen gieterij inbracht. Het bedrijf Cire kon nu zowel met zandvormen als met wasmodellen gieten.
Het bedrijf voldeed niet aan de verwachtingen van VMF en in 1968 kwam het geheel in handen van Philips. Naast orders van Philips ging het bedrijf steeds meer voor derden werken. In 1987 werd het bedrijf afgestoten en kwam in bezit van Hoogovens. In 1996 waren er alweer plannen om het 220 werknemers omvattende bedrijf te verkopen. Pas in 2000 werd het bedrijf verkocht en wel aan de investeringsmaatschappij Nimbus. Ondertussen was er ook een Tsjechische vestiging, en wel te Kopřivnice. Uiteindelijk kwam Cirex terecht bij Gietburg Holding.

## Heden
Cirex is tegenwoordig gespecialiseerd in precisie-gietwerk en is een toeleverancier voor tal van bedrijven in de automobielindustrie, de procesindustrie en de machinebouw. Het is een van de grootste gieterijen ter wereld die werken volgens de verlorenwasmethode.